# Tillnyktringscell

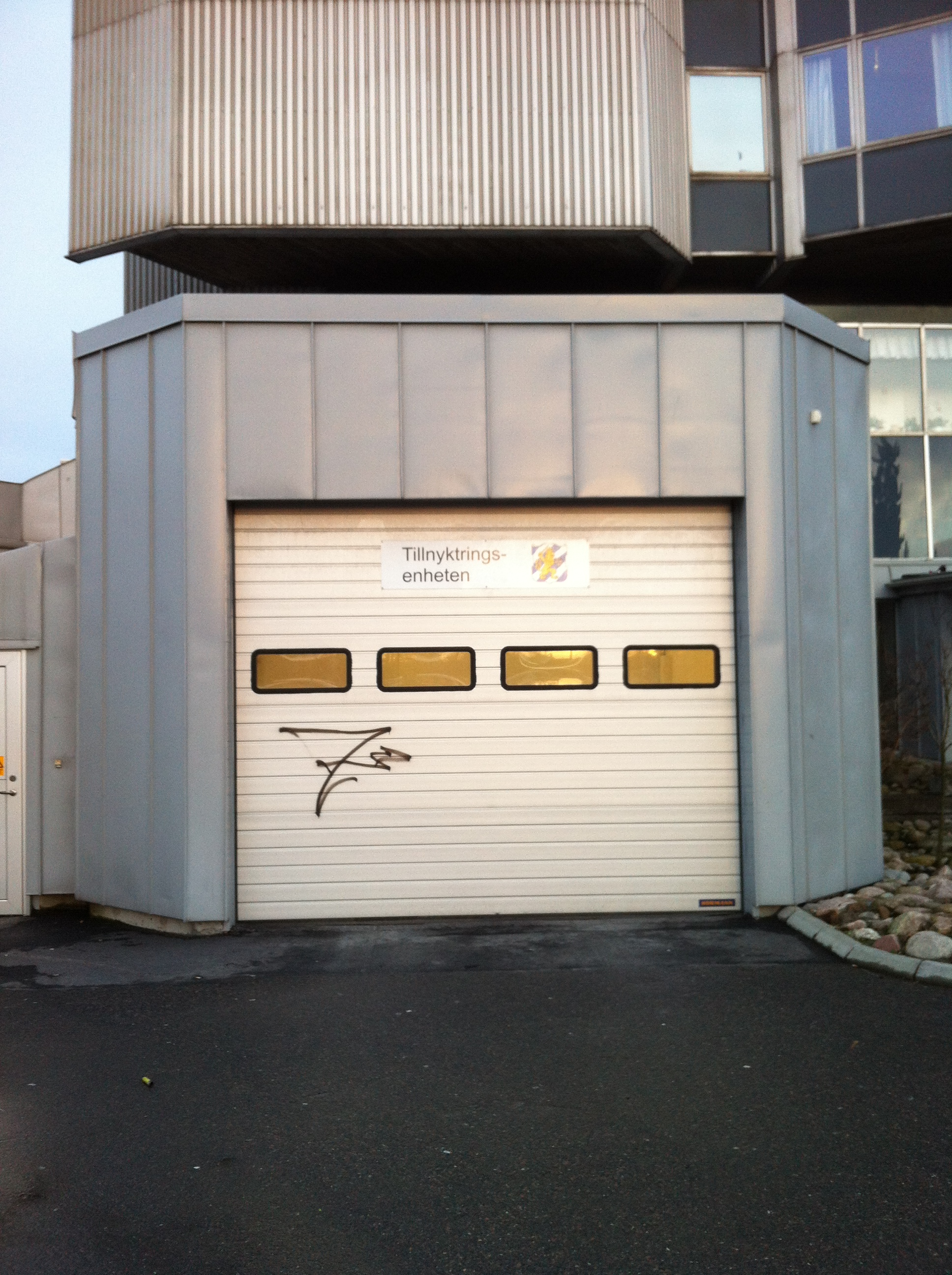
Tillnyktringsenheten i Göteborg, 2012

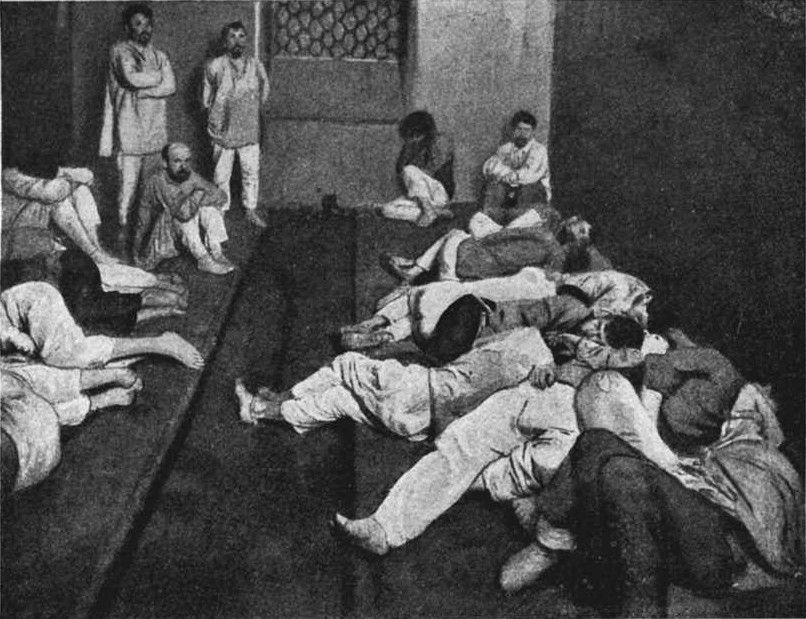
Tillnyktringscell i Moskva, före 1914.

En tillnyktringscell eller fyllecell är en arrestlokal där berusade personer får vistas och vila när de har omhändertagits av exempelvis polis enligt Lagen om omhändertagande av berusade personer (LOB). Dessa finns på polisstationer men även på kryssningsfärjor, där berusade förvaras tills de avsläpps i nästa hamn. I polisens tillnyktringsceller (arresten) arbetar civilanställda arrestantvakter, tidigare vaktkonstaplar. Dessa arbetar under häkteslagen och sköter exempelvis tillsynen av den omhändertagne.